# Historia de los ministerios de Ciencia de España
Este artículo trata sobre los ministerios españoles que, a lo largo de la historia, han asumido competencias en investigación científica.

## Historia
Al igual que la mayoría de los ministerios actuales, el Ministerio de Ciencia tenía en origen sus competencias agrupadas en el Ministerio del Interior, que en 1832 se restableció con la denominación de Secretaría de Estado y del Despacho de Fomento General del Reino y que agrupaba, entre otras competencias, las de educación, incluyéndose en ésta lo relativo a la ciencia.
Ya en el Ministerio de Fomento, por Real Decreto de 7 de mayo de 1886 intentaba dar autonomía y sustantividad a los asuntos de instrucción pública, intentando crear un nuevo ministerio. Así el Ministerio de Fomento quedaría partido en dos, el Ministerio de Instrucción Pública y de Ciencias, Letras y Bellas Artes y el de Obras Públicas, Agricultura, Industria y Comercio. Sería de competencia del Ministerio de Instrucción Pública y de Ciencias, Letras y Bellas Artes todo lo relativo a instrucción pública, a saber: Consejo de Instrucción Pública, personal y material de la enseñanza de todas clases, inspección y fomento de la enseñanza privada en todos sus grados, fomento de las Ciencias, de las Letras y de las Bellas Artes, Archivos, Bibliotecas y Museos, Construcciones Civiles y Contabilidad correspondiente a estas ramas. Será asimismo competencia de este Ministerio lo referente al Instituto Geográfico y Estadístico, en lo concerniente a Astronomía, Meteorología y metrología, Observatorios astronómicos, movimientos de población y censos. Sin embargo, este real decreto que dividía en dos ministerios el de Fomento, no llegó a cumplirse, al no aprobarse por parte de las Cortes los créditos necesarios.
Hubo de esperar hasta la Ley de Presupuestos de 31 de marzo de 1900, siendo en abril de ese año que se crea el Ministerio de Instrucción Pública y Bellas Artes con las competencias sobre «lo relativo a la enseñanza pública y privada en todas sus diferentes clases y grados, en el fomento de las ciencias y de las letras, Bellas Artes, Archivos, Bibliotecas y Museos». Se incluía en este además la Dirección General del Instituto Geográfico y Estadístico. El primer organismo autónomo dedicado a la investigación científica se creó en 1939, siendo éste el Consejo Superior de Investigaciones Científicas (CSIC).
Durante todo el siglo XX, las competencias científicas se mantuvieron en los diferentes ministerios de Educación, y la primera vez que en la denominación de un ministerio apareció la palabra ciencia fue durante el Ministerio de Educación y Ciencia que estuvo vigente entre 1966 y 1979, año en el que por primera vez en la historia se separan las competencias científicas y universitarias bajo el Ministerio de Universidades e Investigación. Este nuevo ministerio asumía las funciones de la Secretaría de Estado de Universidades e Investigación que había sido creada en 1977 y otros órganos administrativos de competencia científica, así como algunos organismos dependientes de la Presidencia del Gobierno. En 1980 se crea el Museo Nacional de Ciencia y Tecnología, por aquel entonces dependiente del Ministerio de Cultura y en 1986 el Instituto de Salud Carlos III y el Centro de Investigaciones Energéticas, Medioambientales y Tecnológicas.
Sin llegar a cumplir dos años, el ministerio fue fusionado de nuevo con el de educación y, con diferentes denominaciones, se mantuvo así hasta que en el año 2000, el entonces presidente del Gobierno José María Aznar, creó el Ministerio de Ciencia y Tecnología que agrupaba las competencias sobre investigación científica del Ministerio de Educación, y las competencias sobre desarrollo tecnológico del Ministerio de Industria y Energía, incluyendo las telecomunicaciones; reteniendo el entonces Ministerio de Educación, Cultura y Deporte las competencias universitarias.
Tras cuatro años sin mucho éxito, el ministerio fue reintegrado en el de Educación por el presidente del Gobierno José Luis Rodríguez Zapatero que recuperó la antigua denominación de Ministerio de Educación y Ciencia. Sin embargo, en su segunda legislatura Zapatero volvió a otorgar rango ministerial a las competencias científicas con el Ministerio de Ciencia e Innovación con el objetivo de depender menos «de la construcción y más pendientes de servicios del conocimiento, invertir más en ciencia y tecnología, ayudar a las empresas a innovar y coordinar universidades y centros de investigación».
Sin embargo, la dependencia de la construcción no cesó y con el estallido de la burbuja inmobiliaria y la posterior crisis económica hizo que el siguiente gobierno, liderado por Mariano Rajoy, en un esfuerzo por reducir el gasto público mediante la reducción del tamaño de la Administración fusionó el Ministerio de Ciencia e Innovación con el de Economía. Durante la presidencia de Rajoy se creó la Agencia Estatal de Investigación.
Ya con una mejor situación económica, el nuevo gobierno de Pedro Sánchez recuperó el Departamento de Ciencia incluyendo en él no solo las competencias científicas y de innovación, sino recuperando también para este Ministerio las competencias sobre la educación superior que ya tuvo bajo la presidencia de Adolfo Suárez, nombrando como ministro al astronauta Pedro Duque. En la XIV Legislatura, con la creación del Ministerio de Universidades, se restringe de nuevo su ámbito de actuación a lo estrictamente científico. En la XV Legislatura, Ciencia vuelve a recuperar las competencias sobre Universidades, Departamento que desaparece.

## Denominaciones de los Ministerios
Los departamentos ministeriales que desde el reinado de Juan Carlos I han asumido competencias en Ciencia son:
- Ministerio de Educación y Ciencia,
  - durante el gobierno de Carlos Arias Navarro (11 de diciembre de 1975–7 de julio de 1976),
  - durante el gobierno de Adolfo Suárez (7 de julio de 1976–5 de abril de 1979),
  - durante el gobierno de Felipe González (2 de diciembre de 1982–4 de mayo de 1996),
  - durante el gobierno de José Luis Rodríguez Zapatero (17 de abril de 2004–14 de abril de 2008);
- Ministerio de Universidades e Investigación
  - durante el gobierno de Adolfo Suárez (5 de abril de 1979–26 de febrero de 1981),
- Ministerio de Educación y de Universidades e Investigación
  - durante el gobierno de Leopoldo Calvo-Sotelo (26 de febrero de 1981–2 de diciembre de 1982),
- Ministerio de Educación y Cultura,
  - durante el gobierno de José María Aznar (5 de mayo de 1996–27 de abril de 2000),
- Ministerio de Ciencia y Tecnología,
  - durante el gobierno de José María Aznar (27 de abril de 2000–17 de abril de 2004),
- Ministerio de Ciencia e Innovación,
  - durante el gobierno de José Luis Rodríguez Zapatero (14 de abril de 2008–21 de diciembre de 2011);
- Ministerio de Economía y Competitividad,
  - durante el gobierno de Mariano Rajoy (21 de diciembre de 2011–2 de junio de 2018).
- Ministerio de Ciencia, Innovación y Universidades,
  - durante el gobierno de Pedro Sánchez (2018-2020)
- Ministerio de Ciencia e Innovación,
  - durante el II gobierno de Pedro Sánchez (2020-2023)
- Ministerio de Ciencia, Innovación y Universidades,
  - durante el gobierno de Pedro Sánchez (2023-)

## Lista de secretarios de Estado
- Secretaría de Estado de Universidades e Investigación: 
  - Luis González Seara (1977-1979).
  - Manuel Cobo del Rosal (1981).
  - Saturnino de la Plaza Pérez (1981-1982).
  - Carmina Virgili (1982-1985).
  - Juan Manuel Rojo Alaminos (1985-1992).
  - Elías Fereres Castiel (1992-1994).
  - Emilio Octavio de Toledo y Ubieto (1994-1995).
  - Enric Banda Tarradellas (1995-1996).
  - Salvador Ordóñez Delgado (2004-2006).
  - Miguel Ángel Quintanilla (2006-2008).
- Secretaría de Estado de Universidades, Investigación y Desarrollo: 
  - Fernando Tejerina García (1996-1997).
  - Manuel Jesús González González (1997-1999).
- Secretaría de Estado de Educación, Universidades, Investigación y Desarrollo: 
  - Jorge Fernández Díaz (1999-2000).
- Secretaría de Estado de Política Científica y Tecnológica
  - Pedro Morenés Eulate (2002-2004)
  - Ramón Marimón Suñol (2000-2002)
- Secretaría de Estado de Investigación
  - Felipe Pétriz Calvo (2009-2011)
  - Carlos Martínez Alonso (2008-2009)
- Secretaría de Estado de Investigación, Desarrollo e Innovación
  - Carmen Vela Olmo (2011-2018)

## Lista de secretarios generales
- Secretario General de Política Científica
  - Félix Ynduráin Muñoz (2002)
  - Juan Junquera González (2000-2002)
- Secretario General de Política Científica y Tecnológica
  - José Manuel Fernández de Labastida y del Olmo (2008-2009)
- Secretario General de Ciencia, Tecnología e Innovación
  - Román Arjona Gracia (2012-2013) (1)
  - María Luisa Poncela García (2013-2016) (1)
- Secretario General de Ciencia e Innovación
  - Juan María Vázquez Rojas (2016-2018) (1)
- Secretario General de Coordinación de Política Científica
  - Rafael Rodrigo Montero (2018-2020)
- Secretario General de Investigación
  - Eva Ortega Paíno (2023- )
  - Raquel Yotti Álvarez (2021-2023)
  - Rafael Rodrigo Montero (2020-2021)
- Secretaria General de Innovación
  - Teresa Riesgo Alcaide (2020- )

(1) En el Ministerio de Economía y Competitividad

## Lista de Subsecretarios
| Nombre                           | Cuerpo de funcionarios                                | Fecha de nombramiento |
| -------------------------------- | ----------------------------------------------------- | --------------------- |
| Carlos José González-Bueno (1)   | Cuerpo de Abogados del Estado                         | 5 de mayo de 2000     |
| Tomás Pérez Franco (1)           | Cuerpo Superior de Interventores Auditores del Estado | 19 de abril de 2002   |
| Manuel Lagares Gómez-Abascal (1) | Cuerpo de Inspectores de Hacienda del Estado          | 10 de octubre de 2003 |
| María Teresa Gómez Condado (2)   | Cuerpo Superior de Administradores Civiles del Estado | 21 de abril de 2008   |
| Aurora Saeta del Castillo (2)    | Cuerpo Superior de Administradores Civiles del Estado | 19 de octubre de 2010 |
| Pablo Martín González (3)        | Cuerpo Superior de Administradores Civiles del Estado | 2 de marzo de 2022    |
| Carlos Marco Estellés (2) (3)    | Administración Local                                  | 2 de marzo de 2022    |

(1) Subsecretaría de Ciencia y Tecnología
(2) Subsecretaría de Ciencia e Innovación
(3) Subsecretaría de Ciencia, Innovación y Universidades

## Lista de directores generales
| - Dirección de Gabinete del Ministro - Guillermo Martín Jiménez (2024- ) - Josep Antoni Lobera Serrano (2021-2024) - Raquel Gómez-Cambronero Álvarez (2021) - Inmaculada Aguilar Nàcher (2018-2021) - Jorge Barrero Fonticoba (2008-2011) - Dirección General de Enseñanza Superior e Investigación Científica - Tomás García-Cuenca Ariati (1997-2000) - Alfonso Fernández-Miranda Campoamor (1996-1997) - Dirección General de Investigación Científica y Enseñanza Superior - Eladio Montoya Melgar (1995-1996) - Dirección General de Investigación - Montserrat Torné Escasany (2007-2008) - Violeta Demonte Barreto (2004-2007) - Matilde Sánchez Ayuso (2003-2004) - Fernando Valdivieso Amate (2002-2003) - Manuel de Hermenegildo y Salinas (2000-2002) - Dirección General de Política Tecnológica - Carlos Alejaldre Losilla (2004-2006) - Arturo González Romero (2000-2004) - Dirección General de Investigación y Desarrollo - Fernando Aldana Mayor (1996-1998) - Dirección General de Investigación Científica y Técnica - Marina Pilar Villegas Gracia (2014-2016) - Juan María Vázquez Rojas (2012-2014) - Roberto Fernández de Caleya Álvarez (1990-1995) - Pedro Ripoll Quintás (1988-1990) - Luis Antonio Oró Giral (1987-1988) - Dirección General de Política de Investigación, Desarrollo e Innovación - Teresa Riesgo Alcaide (2018-2020) - Clara Eugenia García García (2016-2018) | - Dirección General de Política Científica - Emilio Muñoz Ruiz (1982-1987) - Antonio Roig Muntaner (1981-1982) - Marcos Rico Gutiérrez (1979-1981) - Carlos Sánchez del Río y Sierra (1977-1979) - Dirección General de Planificación, Programación y Transferencia de Conocimiento - Elisa Rivera Mendoza (2023- ) - Dirección General de Planificación de la Investigación - Gonzalo Arévalo Nieto (2021-2023) - Carmen Castresana Fernández (2020-2021) - Dirección General de Programas y Transferencias de Conocimiento - Otilia Mó Romero (2008-2009) - Dirección General de Planificación y Coordinación - Juan José Moreno Navarro (2008-2009) - Dirección General de Transferencia de Tecnología y Desarrollo Empresarial - Margarita Segarra Muñoz (2010-2012) - Arturo Azcorra Saloña (2009-2010) - Juan José Moreno Navarro (2009) - Dirección General de Investigación y Gestión del Plan Nacional de I+D+i - Montserrat Torné Escasany (2010-2012) - José Manuel Fernández de Labastida y del Olmo (2009-2010) - Dirección General de Política de Investigación, Desarrollo e Innovación - María Luisa Castaño Marín (2016- ) - Dirección General de Innovación y Competitividad - María Luisa Castaño Marín (2013-2016) - Dirección General de Innovación Industrial y Tecnología (1) - Isabel Verdeja Lizama (1986-1988) - Florencio Ornia Álvarez (1982-1986) - Juan Luengo Vallejo (1980-1982) - Dirección General de Cooperación Internacional - Carlos Martínez Riera (2010-2011) - Montserrat Torné Escasany (2008-2010) - Secretario General Técnico - Ignacio Hermoso Contreras (2018- ) - José Carlos Rubio García (2008-2011) |

- (1) En el Ministerio de Industria y Energía
- (2) En el Ministerio de Universidades